# Kerecseny
Kerecseny là một thị trấn thuộc hạt Zala, Hungary. Thị trấn này có diện tích 12,83 km², dân số năm 2010 là 280 người, mật độ 22 người/km².